# Кинмонт, Кэтлин
Кэтлин Кинмонт (англ. Kathleen Kinmont; род. 3 февраля 1965, Лос-Анджелес, Калифорния) — американская актриса, режиссёр, сценарист, продюсер и оператор. Дочь известной актрисы Эбби Далтон и бывшая супруга Лоренцо Ламаса.

## Фильмография
| Год       |   | Русское название                       | Оригинальное название                    | Роль                                            |
| --------- | - | -------------------------------------- | ---------------------------------------- | ----------------------------------------------- |
| 1985      | ф | Студенческие каникулы                  | Fraternity Vacation                      | Мэриенн                                         |
| 1988      | ф | Хэллоуин 4: Возвращение Майкла Майерса | Halloween 4: The Return of Michael Myers | Келли Микер {{ВФильме\|1988\|[[Волчицы пустоши: |
| 1989      | ф | Невеста реаниматора                    | Bride of Re-Animator                     | Глория                                          |
| 1990      | ф | Ночь бойца, или Кикбоксинг в США       | Night Of The Warrior                     | Кэтрин Пирс                                     |
| 1992      | ф | ЦРУ: Операция «Алекса»                 | CIA Code Name: Alexa                     | Алекса                                          |
| 1992—1997 | с | Отступник                              | Renegade                                 | Шайенн Филлипс                                  |
| 1993      | ф | ЦРУ: Операция «Алекса» 2               | CIA II: Target Alexa                     | Алекса                                          |
| 1996      | ф | То, что ты делаешь                     | That Thing You Do!                       | секретарша                                      |
| 1999      | с | Смертельная битва: Завоевание          | Mortal Kombat: Conquest                  | Дион                                            |